# Joachim Göller
Joachim Albin Göller (* 29. Mai 1928 in Gera; † 22. Juni 2015 in Königs Wusterhausen) war ein deutscher Ingenieur, Wissenschaftler und Hochschullehrer für Informations- und Fernmeldetechnik.

## Leben
Nach der Ausbildung zum Elektriker und Rundfunkmechaniker 1948 und dem Abitur in Gera im darauffolgenden Jahr wurde Joachim Göller zur Kasernierten Volkspolizei (NVA) eingezogen. 1952 nahm er ein Fernstudium der Elektrotechnik an der Technischen Hochschule Dresden auf. Er wirkte als Lehrer und später als Schulleiter an der Offiziersschule in Döbeln und an der Offiziershochschule der Landstreitkräfte „Ernst Thälmann“ in Zittau.
1965 wurde er zum Leiter der 1957 gegründeten Erprobungsstelle für Nachrichtentechnik der Nationalen Volksarmee in Niederlehme berufen, die ab 1972 zur Zentralstelle für Nachrichtennetze (ZfN) in der DDR avancierte. Hier wirkte er als Auftraggeber für die Entwicklung, Produktion und Investition der Technik des Sondernetz 1 (S1-Netz DDR) für alle staatlichen Organe und gleichzeitig für militärische Nachrichtentechnik. Joachim Göller förderte die Einführung moderner Fernmelde- und Führungstechnologien in die Nationale Volksarmee, die von der CoCom-Hochtechnologie-Embargo westlicher Industrieländer betroffen war. Eine Schlüsselrolle spielte dabei die Zusammenarbeit mit dem Institut Hochfrequenztechnik und Impulstechnik von Prof. Peter Fey an der Technischen Hochschule Karl-Marx-Stadt und der Akademie der Wissenschaften der DDR.
Mit dem Aufkommen der 16-Bit-Mikroprozessor-Ära auf Basis Intel und Microsoft entwickelte sich ab 1978 ein internationaler Trend, zu dem die DDR aufgrund des Hochtechnologie-Embargos jedoch keinen Zugang hatte. Deshalb plante sie 1983 die Orientierung auf den Prozessor KP1810BM86 (analog Intel 8086) der UdSSR, die aber noch nicht vertraglich gebunden war. Deshalb wurde die DDR-Eigenentwicklung der U8000-Schaltkreisfamilie (Zilog Z8000) beschlossen.
Joachim Göller war 1983 Gründungsmitglied der staatlich geförderten Arbeitsgruppe UNIX. Er setzte die Aufnahme des P8000 als Hardware-Basis für UNIX im DDR-Staatsplan durch und war der NVA-Auftraggeber für die Entwicklung und Produktion im Institut für Regelungstechnik des VEB Elektro-Apparate-Werke Berlin-Treptow „Friedrich Ebert“, Berlin. Joachim Göller führte den UNIX-Rechner schrittweise für die Betriebsführung des Sondernetz 1 (S1-Netz DDR) ein. Dieses S1-Netz wurde übergangsweise ab 1990 von der Bundeswehr und vom Bundesgrenzschutz genutzt und mit dem vorhandenen Bundeswehr-Fernmeldenetz gekoppelt.
Nach der Pensionierung 1990 wirkte Joachim Göller mit Spezialkenntnissen Rechnernetze und ISDN-D-Kanal als Dozent u. a. an der Humboldt-Universität zu Berlin und Wissenschaftler auf dem Feld der Telekommunikation fort. Er veröffentlichte zahlreiche Lehrbriefe und -materialien, u. a. für den EPV-Verlag 1999 "Der ISDN-D-Kanal im Dialog", der vom Narosa Verlag in Neu-Delhi 2000 ins Englische und ins Türkische übersetzt wurde. 2003 erschien der Titel "Die GSM-Dm-Kanäle im Dialog".
Joachim Göller promovierte 1976 mit dem Thema „Die Codierung von Nachrichten zum Zwecke der Fehlererkennung bei der Übertragung über reale Nachrichtenkanäle“ an der Technischen Hochschule Dresden und erreichte in der Nationalen Volksarmee den Dienstgrad eines Obersts.
Joachim Göller lebte in Königs Wusterhausen.

## Auszeichnungen
- „Friedrich-Engels-Preis III. Klasse“ 1978
- Preis „Verdienter Techniker des Volkes“ 1986

## Veröffentlichungen (Auswahl)
- Die UNIX-Story, UNIX in der Nationalen Volksarmee, Verlagsgesellschaft Rudolf Müller, TOP IX, Nr. 11, Juni 1991. Kopie archiviert auf Osmocom.org
- Der ISDN-D-Kanal im Dialog, inkl. CD mit Tracetool, 2. überarbeitete Auflage, EPV-Verlag, Duderstadt 1999, ISBN 3-924544-80-8.
- ISDNprof-CBT, Der ISDN-D-Kanal transparent Vollversion-I, CD-ROM mit Tracetool ISDNView, EPV-Verlag, Duderstadt 1999, ISBN 3-924544-87-5.
- ISDNprof-USB, Der ISDN-D-Kanal transparent Vollversion-II mit Messkopf W@tchUSB der Fa. Onsoft, CD-ROM mit Tracetool ISDNView, EPV-Verlag, Duderstadt 2000.
- Die Signalisation im GSM-GPRS-EDGE, Computerbased training, CD-ROM mit Sagem Trace Mobile OT490, EPV Verlag, Duderstadt.
- Signaling in Mobile Radio Communication, inkl. CD-ROM, EPV Verlag, Duderstadt, ISBN 3-936318-24-7.
- ISDN und Netzwerke, Novell Netware 3.12, Vogelsang, R., Göller,J., EPV Verlag, Duderstadt, ISBN 3-924544-57-3.
- Voice over IP transparent, Telefonieren über das Internet – Experimentalvortrag und Übungen. Für Windows 2000/XP/Vista, CD-ROM, EPV Verlag, Duderstadt, ISBN 3-936318-66-2.
- Die GSM-Dm-Kanäle im Dialog, m. CD-ROM, EPV Verlag, Duderstadt 2003, ISBN 3-936318-00-X.
- Eine kleine Geschichte der Rechentechnik, CD-ROM mit PowerPoint-Vortrag (70 Folien), EPV Verlag, Duderstadt 2009.
- Vom Raumschiff Enterprise zur Keksschachtel, Wie ich die Entwicklung der Informationstechnik in der Zeit von 1940 bis 2010 erlebte, E-Book, EPV Verlag, Duderstadt 2010.